# Isolotto di Spargiottello
L'isolotto di Spargiottello è un isolotto del mar Tirreno situato nelle vicinanze dell'isola di Spargi, nella Sardegna nord-orientale.

Appartiene amministrativamente al comune di La Maddalena e si trova all'interno del parco nazionale dell'Arcipelago di La Maddalena.